# خوسيه ديفيد دي جيا
خوسيه ديفيد دي جيا (بالإسبانية: José David de Gea)‏ مواليد 9 ديسمبر 1977 في ثيخين، مرسية، إسبانيا، هو متسابق دراجات نارية إسباني. نافس في سباقات بطولة العالم لفئة 500 سي سي ولفئة 250 سي سي ولفئة 125 سي سي ولفئة 50 سي سي. كما شارك في بطولة العالم للسوبربايك وبطولة العالم للسوبرسبورت وبطولة العالم للموتو جي بي.

## روابط خارجية
- خوسيه ديفيد دي جيا على موقع MotoGP.com (الإنجليزية)
- خوسيه ديفيد دي جيا على موقع WorldSBK.com (الإنجليزية)